# La villeggiatura
La villeggiatura és una pel·lícula dramàtica italiana de temàtica política en blanc i negre dirigida el 1973 per Marco Leto i protagonitzada per Adolfo Celi. Fou presentada a la Quinzena dels Realitzadors del 26è Festival Internacional de Cinema de Canes.

## Sinopsi
Rossini, professor d'història i fill d'un altre professor, d'idees liberals, es nega a signar el jurament de fidelitat al règim feixista que Mussolini va imposar als professors de la universitat. Després d'un període de presó, és assignat a reclusió en una illa. Aquí el jove intel·lectual es troba en contacte amb la humanitat composta que poblava els llocs de confinament: milicians, agents, presos polítics i comuns, i vilatans. Entre tots destaca la figura del director de la colònia, el comissari Rizzuto, que va ser deixeble del seu pare, i per qui continua sentint estima i devoció.

## Repartiment
- Adolfo Celi - Commissionat Rizzuto
- Adalberto Maria Merli - Franco Rossini
- John Steiner - Scagnetti
- Luigi Uzzo - Massanesi
- Aldo De Correllis - Presoner
- Gianfranco Barra - Sacerdot
- Silvio Anselmo - Inventor
- Vito Cipolla - Renzetti
- Roberto Herlitzka - Guasco
- Biagio Pelligra - Mastrodonato
- Giuliano Petrelli - Nino
- Nello Riviè - Presoner
- Milena Vukotic - Daria Rossini

## Premis
- 1974 - Nastri d'argento 1974
  - Nastro d'Argento al millor director novell
- 1973 - Premi Georges Sadoul
  - Premi Georges Sadoul a la millor pel·lícula estrangera (ex-aequo amb La tierra prometida de Miguel Littín)